# Barbaroscardia metaelina
Barbaroscardia metaelina är en fjärilsart som beskrevs av Edward Meyrick 1920. Barbaroscardia metaelina ingår i släktet Barbaroscardia och familjen säckspinnare. Inga underarter finns listade i Catalogue of Life.